# Juana Molina

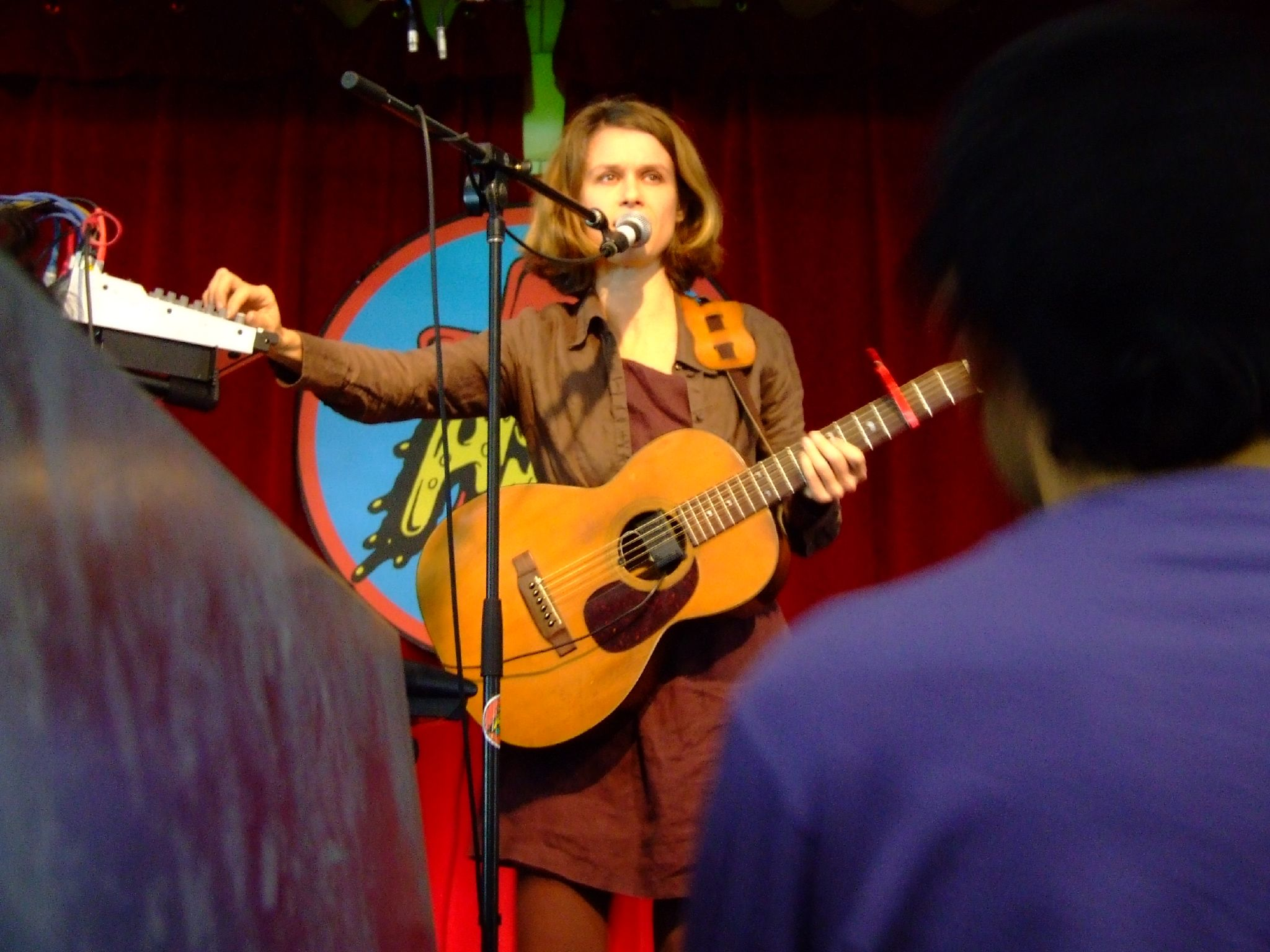
Juana Molina, 2006 in Los Angeles

Juana Molina (* 1961 in Buenos Aires) ist eine argentinische Singer-Songwriterin.

## Leben
Mit fünfzehn Jahren zog Molina mit ihrer Familie von Argentinien nach Paris. Später kehrte sie nach Buenos Aires zurück und begann dort ein Studium, brach dieses jedoch ab.
In der Öffentlichkeit trat sie erstmals 1988 in Erscheinung, als sie als Schauspielerin in der Sendung La Noticia Rebelde auftrat. Sie wurde durch ihre Zusammenarbeit mit dem Comedian Antonio Gasalla bekannt. Diese Bekanntheit ermöglichte ihr mit Juana y sus hermanas eine eigene Comedy-Sendung, die in ganz Lateinamerika beliebt war.
Als sie 1994 schwanger wurde, begann sie, darüber nachzudenken, ihre schauspielerische Karriere zu beenden und stattdessen Musik zu machen.
1996 veröffentlichte Molina ihr erstes Album als Musikerin. Dabei singt sie auf Río-de-la-Plata-Spanisch und meistens mit Begleitung einer Akustischen Gitarre, aber auch mit elektronischen Elementen (Folktronica). Als Einflüsse nennt sie neben Larks’ Tongues in Aspic von King Crimson und Led Zeppelin II von Led Zeppelin, die sie beide als Kind sehr beeindruckt haben, vor allem uruguayische Musik. Seitdem hat sie eine Reihe weiterer Alben veröffentlicht, die ihr viel Lob von Kritikern und seit Tres Cosas (2002) auch internationale Beachtung einbrachten. Dieses Album war etwa in der Top-10-Liste der besten Alben des Jahres 2004 eines Kritikers der New York Times.

## Diskografie
- 1996: Rara
- 2000: Segundo
- 2002: Tres Cosas
- 2006: Son
- 2008: Un Día
- 2013: Wed 21
- 2017: Halo